# Айян Тланг
Айян Тланг — гора в Бангладеш, расположенная на границе Бангладеш и Мьянмы. Относится к Читтагонгскому горному району.
Первые сведения о горе получены в 1990-х годах от местного жителя Ван Раусанг Баум из «Этнической общины Баум» округа Бандарбан.
13 ноября 2019 года инженер М. Джйотирмой Дхар исследовал гору и определил её координаты с помощью устройства глобальной системы позиционирования: 21°40′23.78″N долготы и 92°36′16.01″E широты.. Он посвятил своё открытие любимой женщине, доктору Рини Дхар, и в её честь назвал исследованную вершину на бенгальском языке «Ринир Чура» (пик Рини) и саму гору «Ринир Пахар» (Гора Рини).